# دوين ألمان
دوين ألمان (بالإنجليزية: Howard Duane Allman)‏ هو عازف قيثارة ومغني وكاتب أغاني أمريكي، ولد في 20 نوفمبر 1946 في ناشفيل في الولايات المتحدة، وتوفي في 29 أكتوبر 1971 في ماكون في الولايات المتحدة.

## وصلات خارجية
- الموقع الرسمي
- دوين ألمان على موقع IMDb (الإنجليزية)
- دوين ألمان على موقع الموسوعة البريطانية (الإنجليزية)
- دوين ألمان على موقع ميوزك برينز (الإنجليزية)
- دوين ألمان على موقع رولينغ ستون (الإنجليزية)
- دوين ألمان على موقع إن إن دي بي (الإنجليزية)
- دوين ألمان على موقع أول ميوزيك (الإنجليزية)
- دوين ألمان على موقع ديسكوغز (الإنجليزية)